# Valorant Champions Tour: Liga do Pacífico
O Valorant Champions Tour: Liga do Pacífico (em inglês: Pacific League), também conhecido como VCT Pacífico, é uma liga internacional de esporte eletrônico do videojogo Valorant, organizada pela desenvolvedora do jogo Riot Games. A liga faz parte da série de competições do Valorant Champions Tour (VCT), sendo o campeonato de mais alto nível da Ásia-Pacífico, englobando as regiões da Coreia do Sul, Japão, Oceania, Sudeste Asiático e Sul da Ásia. As partidas são disputadas em Seul, Coreia do Sul, com a presença de público.

## História
Para a temporada competitiva de 2023 do Valorant Champions Tour, a Riot Games anunciou a criação de três novas ligas internacionais (Américas, EMEA e Pacífico). Essas ligas foram fundadas para serem as principais competições com as melhores equipes das três regiões, classificando-as para os Valorant Masters e o Valorant Champions.
No final do ano de 2023, foi anunciado a integração da liga Chinesa, totalizando 4 ligas continentais no VCT.

## Formato
Fonte: 
Fase de pontos:
- Doze equipes, cada uma enfrenta todas uma vez;
- As partidas são em melhor de três;
- As seis melhores equipes avançam para as eliminatórias, as outras quatro são eliminadas.

Eliminatórias:
- Seis equipes em uma chave de dupla eliminação;
- Todas as partidas em melhor de três, exceto as partidas da final da chave inferior e a grande final que são em melhor de cinco.

## Equipes
O VCT Pacífico é disputado em Seul, na Coreia do Sul, de modo que todas as organizações tiveram de transferir a operação dos times de Valorant para lá.
(*) – Indica os vencedores do Ascencion (equipes não-parceiras)
| Equipe             | Região           |
| ------------------ | ---------------- |
| DRX                | Coreia do Sul    |
| Gen.G              | Coreia do Sul    |
| T1                 | Coreia do Sul    |
| DetonatioN FocusMe | Japão            |
| ZETA DIVISION      | Japão            |
| Paper Rex          | Sudeste Asiático |
| Rex Regum Qeon     | Sudeste Asiático |
| Talon Esports      | Sudeste Asiático |
| Team Secret        | Sudeste Asiático |
| Global Esports     | Sul da Ásia      |
| BOOM Esports*      | Sudeste Asiático |
| Nongshim Redforce* | Coreia do Sul    |

## Resultados
| Etapa    | Ano  | Campeão        | Placar | Vice-campeão | Ref.  |
| -------- | ---- | -------------- | ------ | ------------ | ----- |
| 1        | 2023 | Paper Rex      | 3–2    | DRX          | [ 6 ] |
| Kick-off | 2024 | Gen.G          | 3–1    | Paper Rex    |       |
| 1        | 2024 | Paper Rex      | 3–2    | Gen.G        |       |
| 2        | 2024 | Gen.G          | 3–1    | DRX          |       |
| Kick-off | 2025 | DRX            | 3–2    | T1           |       |
| 1        | 2025 | Rex Regum Qeon | 3-1    | Gen.G        |       |